# Wolfgang Stöhr
Wolfgang Stöhr (* 26. August 1946 in Falkenstein/Vogtl.) ist ein ehemaliger deutscher Skispringer.
Der für den SC Dynamo Klingenthal startende Stöhr gab sein internationales Debüt bei der Vierschanzentournee 1966/67. Bereits in seinem ersten Springen in Oberstdorf sprang er dabei unter die besten zehn und erreichte Platz neun. Seine erfolgreichste Tournee bestritt er mit der Vierschanzentournee 1967/68, bei der er in Innsbruck mit dem 8. Platz seine beste Einzelplatzierung erreichte. In der Gesamtwertung belegte er am Ende den 7. Platz. Bei den Olympischen Winterspielen 1968 in Grenoble startete er in beiden Skisprungwettbewerben. Dabei erreichte er von der Normalschanze den 20. und von der Großschanze den 7. Platz. Bis 1971 startete er anschließend noch bei der Vierschanzentournee, konnte aber an seine vorhergehenden Erfolge nicht mehr anknüpfen. 1971 beendete er seine aktive Skisprungkarriere.